# Buck Quartermain
Jason Seguine (nacido el 24 de julio de 1967) es un luchador profesional estadounidense. Es conocido por su tiempo en Total Nonstop Action Wrestling, donde formó un equipo con Lex Lovett.

## Carrera
Después de su retiro de la Canadian Football League, Seguine comenzó a entrenar con Jimmy Del Ray haciendo su debut profesional en 1991 como Buck Quartermain. Un pilar en el circuito independiente de Florida, Seguine compitió por Independent Pro Wrestling y NWA Florida durante gran parte de su carrera.

### World Wrestling Federation / Entertainment
Editar
A principios de 1995, tuvo una breve temporada en la World Wrestling Federation y, aunque tuvo poco éxito contra oponentes como Jeff Jarrett y Hunter Hearst Helmsley en la lucha de Monday Night Raw , derrotó a The Brooklyn Brawler en un partido oscuro en el Royal Rumble de 1995 en su ciudad natal de Tampa el 22 de enero de 1995. 
Entrenando con Dory Funk, Jr. en el Conservatorio de Funking por un breve tiempo en 1999, regresó a la WWF apareciendo en Sunday Night Heat en enero de 2000 y en Jakked en enero de 2001.
También hizo una aparición única en Monday Night Raw como Buck Quartermaine haciendo equipo con Steve Madison para perder ante The Big Show en un partido de handicap en Tampa el 29 de agosto de 2005. 
El 1 de septiembre de 2005, también aparecería en SmackDown en un combate de equipo con Antonio Banks en un esfuerzo por perder contra The Shane Twins en un combate oscuro. 

### Total Nonstop Action Wrestling
Quartermain hizo su debut en TNA perdiendo ante Christopher Daniels el 21 de enero de 2005. Después de competir en acción individual por un tiempo, Quartermain formó un equipo con Lex Lovett .
El 13 de febrero de 2005 en Against All Odds , Quartermain y Lovett perdieron ante Phi Delta Slam en el pre-show. 
El 13 de marzo de 2005, después de perder ante Andy Douglas y Chris Candido en Destination X 2005 en un partido oscuro durante la transmisión de Pay per view, Johnny Fairplay ofreció convertirse en su gerente y firmarlos en los contratos de TNA. Más tarde terminaron su equipo de etiqueta en mayo de 2005.
El 11 de diciembre de 2005 en TNA Turning Point 2005 , perdió un combate de equipo de seis hombres ante Lance Hoyt y The Naturals junto con Joe Doering y Jon Bolen . 
Apareciendo en TNA a tiempo parcial, Quartermain y Lovett aparecieron en TNA iMPACT! a principios de 2006 perdiendo ante el Equipo 3D el 7 de enero y mientras trabajaban con Kenny King perdieron contra The James Gang el 21 de enero de 2006. 
El 4 de marzo de 2006, Quartermain hizo su última aparición en un combate por equipos de ocho hombres, con Cassidy Riley , Shark Boy y Norman Smiley perdiendo ante Abyss , Jeff Jarrett y America's Most Wanted .

## Campeonatos y logros
- Caribbean Championship Wrestling
  - CCW Heavyweight Championship (1 vez)

- Coastal Championship Wrestling
  - CCW Heavyweight Championship (2 veces)

- Elite Wrestling Entertainment
  - Florida’s Strongest Tournament (2005)

- Florida State Professional Wrestling Association
  - FSPWA Heavyweight Championship (1 vez)

- Future of Wrestling
  - FOW Heavyweight Championship (1 vez)

- Florida Wrestling Alliance
  - FWA Light Heavyweight Championship (1 vez)
  - FWA Tag Team Championship (1 vez)

- Florida Wrestling Federation
  - FWF Light Heavyweight Championship (1 vez)

- Independent Professional Wrestling
  - IPW Heavyweight Championship (1 vez)
  - IPW Tag Team Championship (1 vez) – con Freedom Ryder

- NWA Championship Wrestling from Florida
  - NWA Florida Heavyweight Championship (1 vez)
  - NWA Florida World Tag Team Championship (1 vez) – con Mike Sullivan
  - NWA Florida Junior Heavyweight Championship (1 vez)

- Universal Championship  Wrestling Association
  - UCWA Junior Heavyweight Championship (1 vez)

- Other titles
  - WWC Heavyweight Championship (2 veces)